# Processo Milch
O Processo Milch (ou oficialmente, Os Estados Unidos vs. Erhard Milch) foi o segundo de doze julgamentos por crimes de guerra realizados por autoridades norte-americanas na zona ocupada de Nuremberg, Alemanha, após a Segunda Guerra Mundial. Neste Julgamento, o marechal da Luftwaffe Erhard Milch foi acusado de cometer crimes de guerra e crimes contra a humanidade.
Os juízes do caso foram Robert M. Toms de Michigan, Fitzroy Donald Phillips da Carolina do Norte, Michael A. Musmanno da Pennsylvania, e John J. Speight do Alabama
Milch se considerou "não culpado" em 20 de Dezembro de 1946. O julgamento durou de 2 de Janeiro de 1947 até 17 de Abril de 1947. O tribunal considerou Milch culpado em duas acusações e o sentenciou à prisão perpétua. A sentença foi reduzida para 15 anos de prisão em 1951. Milch teve direito a liberdade condicional em 1954.